# Indiens centralbank

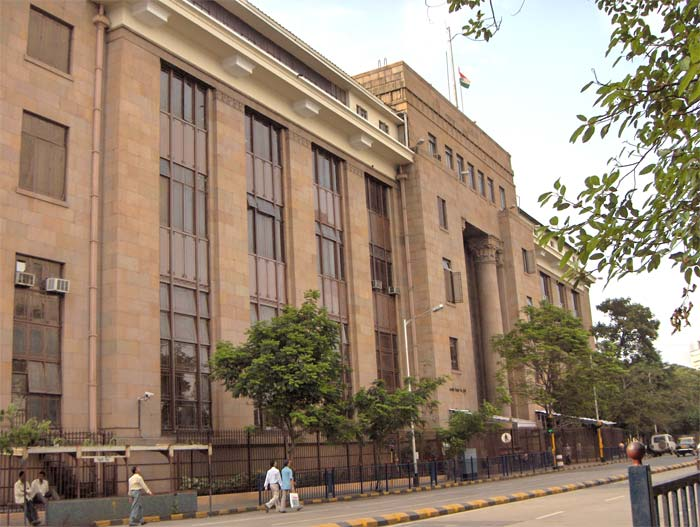
RBI:s huvudkontor i Bombay.

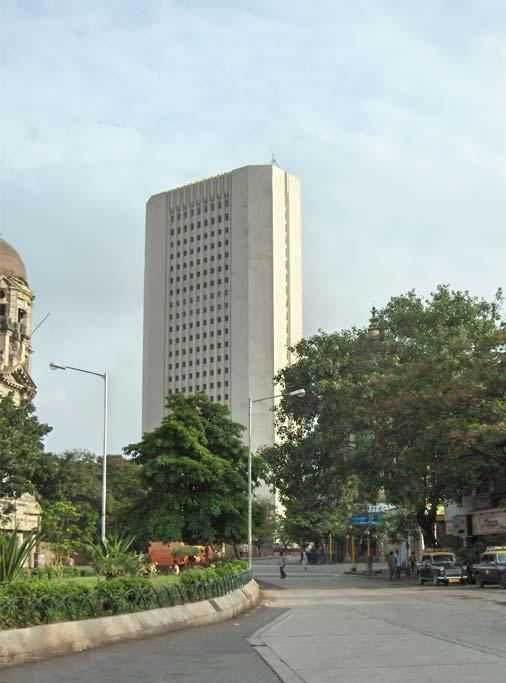
RBI:s skyskrapa mitt emot huvudkontoret i Bombay.

Indiens centralbank (eng. The Reserve Bank of India (RBI)) är Indiens centralbank, och grundades 1 april 1935. Sedan grundandet har banken sitt huvudkontor i Bombay (Mumbai). Banken var först privatägd, för att sedan 1949 förstatligas och nu helt kontrolleras av Indiens regering. Dess ledning består av styrelsen (central board) under ledningen av direktören (governor), som för närvarande är Dr. Y. Venugopal Reddy, vars föregångare var Dr. Bimal Jalan. RBI har 22 filialer runt om i Indien.

## Historik
Diskussioner om en indisk centralbank intensifierades under 1920-talet, i spåren efter Första världskriget, och grundandet skedde grundades 1935. I synnerhet var det en rapport från Hilton Young Commission, publicerad 1926, som förordade upprättandet av en indisk centralbank. Under 1950-talet förde den indiska regeringen en centralplanerad ekonomisk politik som fokuserade på jordbrukssektorn. Under den tiden nationaliserades många kommersiella banker. I början av 1960-talet fick många banker finansiella problem, och bankrusningar förekom, vilket föranledde krav på att skapa en insättningsgaranti (för att återupprätta förtroendet för bankerna). Ett sådant system infördes den 7 december 1961. 1970-talet var åter ett nationaliserings-decennium, och 1969-1980 nationaliserades 20 banker. Regleringen av den finansiella sektorn stärktes av Ghandis administration och deras efterföljare under 1970- och 1980-talen.